# 고민기
고민기(1978년 7월 1일 ~ )은 대한민국의 축구 선수이며 포지션은 공격수이다.